# Xavier Ribera-Vall
Xavier Ribera-Vall (Sabadell, Cataluña, 1961) es un actor y barítono español.

## Biografía
Su formación vocal corrió a cargo de Maria de Vega en Barcelona. Obtuvo el premio de Grado Elemental en el Conservatorio Superior de Música de Barcelona y el Grado Medio de Canto con las máximas calificaciones. 
Aunque su trayectoria profesional comienza con el canto lírico clásico, debutando en el Gran Teatro del Liceo de Barcelona, la mayor parte de ésta se ha desarrollado en el ámbito del teatro musical. En su carrera destacan, entre otros, los musicales Flor de nit, con el papel de Arrufat (1992), Mar i cel en el papel de Fernán en (1989) y Hassèn (2004), y Sweeney Todd de Stephen Sondheim, en el papel de juez Turpin (1995, 1997 y 2008). Sondheim, que asistió a una de las representaciones de Sweeney Todd en el año 1995, felicitó personalmente a Xavier Ribera-Vall diciéndole que era el mejor Juez Turpin que había visto nunca.[cita requerida]
Ha terminado la primera etapa de la reposición de Sweeney Todd, bajo la dirección de Mario Gas. Esta primera etapa ha sido de 70 funciones en el Teatro Español de Madrid.
A partir del próximo 27 de noviembre interpretará el papel de "Julián "El Tigre"" en La ópera de los tres centavos de Kurt Weill y Bertolt Brecht bajo la dirección de Marina Bollaín y Manuel Coves en la dirección musical, en los Teatros del Canal de Madrid, en una nueva producción de esta emblemática pieza del tandem Weill / Brecht.
Posteriormente compaginará su papel de Juez Turpin en Sweeney Todd con la gira de esta nueva obra.
Fue nominado como mejor actor de reparto a los III Premios Gran Vía de 2009, por su interpretación del Juez Turpin en Sweeney Todd de Stephen Sondheim, bajo la dirección de Mario Gas.
En la nueva temporada 2009-2010 Xavier Ribera-Vall retoma su carrera lírica con nuevos proyectos que serán anunciados en su momento.

## Trayectoria
- 1986 Los siete pecados capitales (Padre) de Kurt Weill y Bertolt Brecht. Dir: Carme Sansa.
- 1987 La serva padrona (Uberto) de Giovanni Battista Pergolesi. Dir: Pere Sagristà.
- 1989 Mar y cielo (Fernán) de Àngel Guimerà y Bru de Sala. Dagoll Dagom.
- 1990 Las bodas de Fígaro (Fígaro) de Wolfgang Amadeus Mozart. Dir: Peter Sellars.
- 1990 Salomé (Primer Soldado) de Richard Strauss. Dir: Antoni Ros-Marbà.
- 1991 Flor de Nit (Arrufat) de Albert Guinovart y Manuel Vázquez Montalbán. Dagoll Dagom
- 1991 Nascita e apoteosi di Horo (Atum) de Miquel Roger. Dir Joan Antón Sánchez.
- 1991 Idomeneo, rey de Creta (Prisionero Troyano) de Wolfgang Amadeus Mozart. Dir: Uwe Mund.
- 1991 La bohème (Aduanero) de Giacomo Puccini Dir: Roberto Abbado.
- 1991 Una cosa rara (Lubino) de Vicente Martín y Soler. Dir: Jordi Savall.
- 1992 Le Jongleur de Notre-Dame (Abbott) de Peter Maxwell Davies. Dir: Miquel Gaspà.
- 1993 Historietas (Bobby, Koko, Miquel…) de diversos autores. Dagoll Dagom.
- 1995 Sweeney Todd (Juez Turpin) de Stephen Sondheim y Hugo Wheeler. Dir: Mario Gas
- 1996 Àngels a Amèrica (Rabino Isidor Chemelwitz) de Tony Kushner. Dir: Josep Maria Flotats.
- 1996 Pepita Jiménez (Conde) de Isaac Albéniz. Dir: Lluís Homar.
- 1998 Brecht x Brecht (barítono) de Kurt Weill y Bertolt Brecht. Dir: Mario Gas.
- 1998 Guys and Dolls (Gran Juli) de Frank Henry Loesser, Swerling y Burrows. Dir: Mario Gas.
- 1999 Amadeus (Figaro, Sarastro, Don Alfonso, Papageno) de Peter Shaffer. Dir: Ángel Alonso.
- 2001 La bella Helena (Agamenón) de Jacques Offenbach. Dir: Josep Maria Mestres Quadreny.
- 2002 Gaudi (Conde Güell) de Albert Guinovart. Jordi Galceràn y Esteve Miralles. Dir: José Antonio Gutiérrez.
- 2003 La Generala (Clodomiro V) de Amadeo Vives, Guillermo Perrín y Miguel de Palacios. Dir: Paco Mir.
- 2004-2006 Mar y Cielo (Hassén) de Guinovart y Bru de Sala. Dagoll Dagom
- 2004 Salvador Dalí (barítono) de Joana Bruzdovicz. Piano: Albert Guinovart.
- 2005 Paradis (Oriol) de Jordi Galceran, Esteve Miralles y Albert Guinovart
- 2007 Afectes II - Contrallums (barítono) de varios compositores .
- 2008 Odola (Edipo) de Jordi Rossinyol y Albert Mestres.
- 2009 Sweeney Todd (Juez Turpin) de Stephen Sondheim. Dir: Mario Gas.